# Sorbus turcica
Sorbus turcica là loài thực vật có hoa trong họ Hoa hồng. Loài này được Zinserl. miêu tả khoa học đầu tiên.